# 白雲公園駅
白雲公園駅（はくうんこうえん-えき）は、中華人民共和国広東省広州市白雲区斉楽路、旧広州白雲国際空港（zh:广州白云国际机场 (1933－2004年)）跡地の中心部近くに位置する広州地下鉄2号線の駅である。この駅は、計画策定時には白雲新城駅、旧機場駅と呼ばれていた。
なお、2018年の時点でこの駅付近に「白雲公園」という公園が存在しないが、計画中の「白雲公園」として建設された「広州市児童公園」がある。

## 利用可能な鉄道路線
広州地下鉄
■2号線

## 駅構造
| 地面    | 連絡通路                     | 両側ホームを連絡（改札内）                                           |  |
| 地下1階 | 西コンコース                 | 改札口、自動券売機、サービスセンター、駅商店、セキュリティ           |  |
|         | 相対式ホーム、右側の扉が開く |                                                                      |  |
|         | 2番線                        | 2号線 飛翔公園へ（嘉禾望崗方面）                                     |  |
|         | 1番線                        | 2号線 白雲文化広場へ（広州南駅方面）                                 |  |
|         | 相対式ホーム、右側の扉が開く |                                                                      |  |
|         | 東コンコース                 | 改札口、自動券売機、サービスセンター、駅商店、駅警備室、安全検査設備 |  |
| 地下2階 |                              | 予備線路                                                             |  |
|         | 予備島式ホーム               |                                                                      |  |
|         |                              | 予備線路                                                             |  |

## 歴史
- 2010年9月25日 - 2号線嘉禾望崗駅～三元里駅開業。

## 隣の駅
広州地下鉄
■2号線
飛翔公園駅 218 - 白雲公園駅219  - 白雲文化広場駅 220